# Leggio a forma di aquila

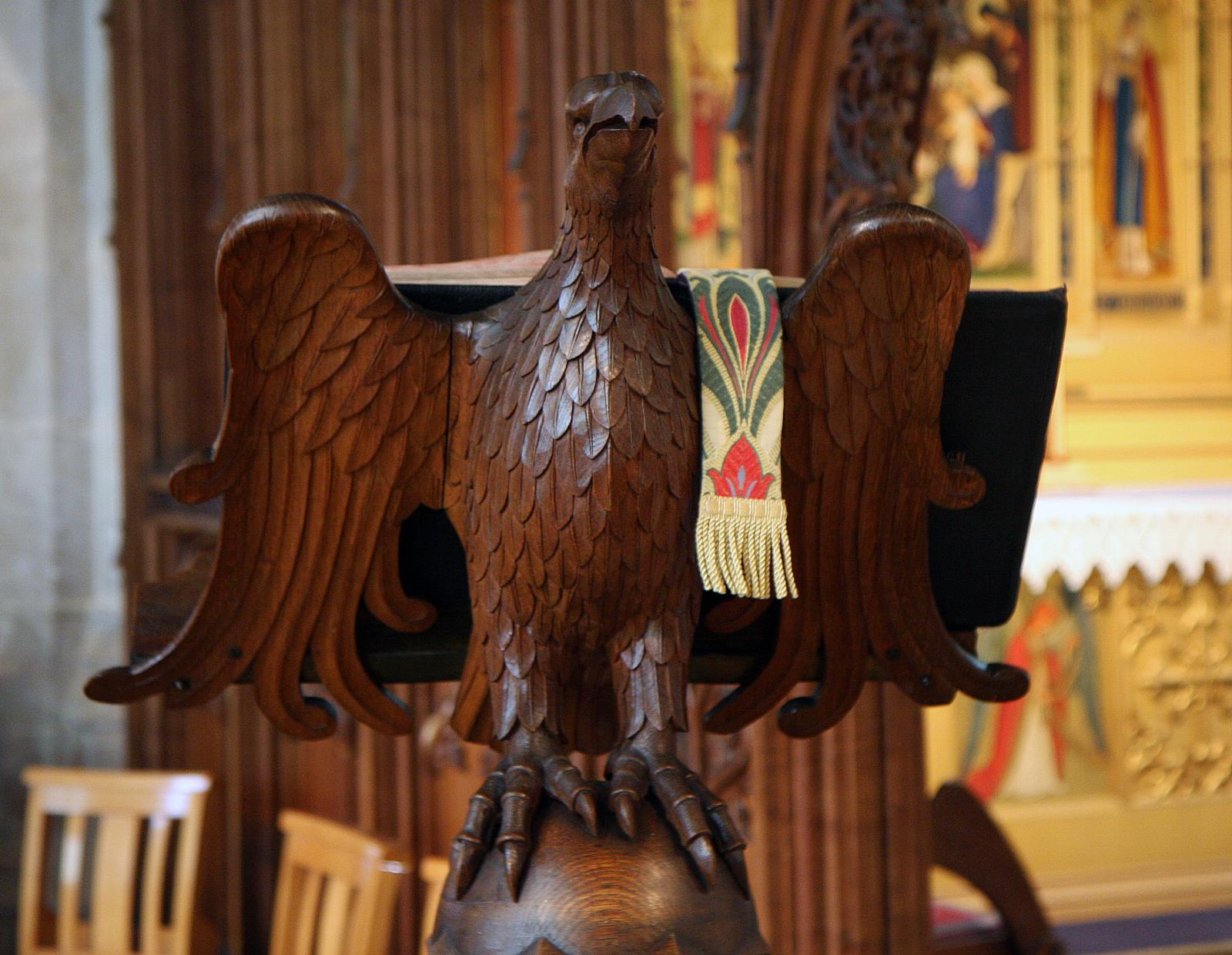
Leggio a forma di aquila nella chiesa di St Nicholas, Blakeney, Norfolk, England

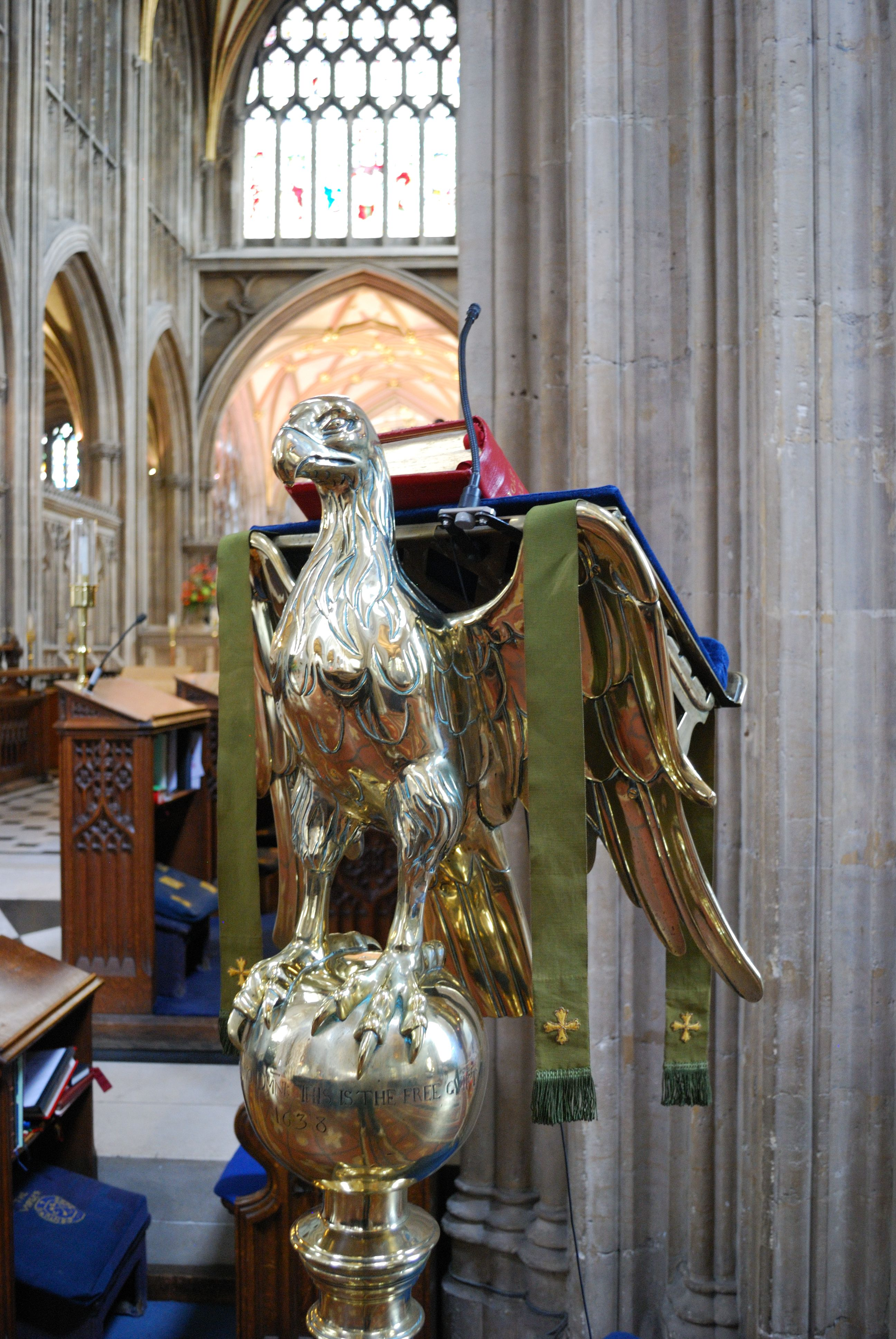
Leggio a forma di aquila presso la St Mary Redcliffe, Bristol, Inghilterra

Un leggio a forma di aquila è un elemento tradizionale dell'arredamento di una chiesa o cattedrale anglicana. Sulle ali dispiegate di quest'aquila è poggiata una copia della Bibbia e a questo leggio si accostano per la lettura pubblica durante la liturgia delle persone a questo incaricate.
Il simbolismo dell'aquila deriva dalla credenza che quest'uccello fosse in grado di fissare lo sguardo nel sole, da cui l'idea che al cristiano è concesso, nel leggere la Bibbia, di fissare così lo sguardo alla rivelazione della divina Parola. Si ritiene pure che il simbolo derivi dal fatto che l'aquila è in grado di librarsi molto in alto, simboleggiando così l'attingere alla Parola di Dio e il portarla in ogni luogo della terra..
L'aquila è il simbolo usato per rappresentare l'apostolo Giovanni, i cui scritti sono considerati la più alta testimonianza alla luce e divinità di Cristo. Nell'arte, l'apostolo Giovanni è spesso rappresentato come un'aquila, nell'atto di raggiungere, nel primo capitolo del suo vangelo, alle massime altezze teologiche.  L'aquila è giunta a rappresentare l'ispirazione divina dei vangeli.
La tradizione di usare un leggio a forma di aquila con le ali spiegate è precedente alla Riforma. Esempi medievali sopravvivono in diverse chiese della Gran Bretagna, inclusa la chiesa di St Margaret a Kings Lynn e la chiesa parrocchiale di Ottery St Mary. Il leggio Dunkeld Lectern è pure un altro esempio d'origine medievale.
Il leggio a forma di aquila di solito è fatto di rame lucidato.

## Varianti
Nella chiesa di S. Maria Maddalena di Wartling, nel Wealden (East Sussex), il leggio è a forma di un airone ad ali spiegate, indicando così un esemplare della fauna locale,